# Henryk (woda mineralna)
Henryk – naturalna lecznicza woda mineralna (szczawa wodorowęglanowo - chlorkowo - sodowa, borowa) wydobywana w Wysowej-Zdroju ze źródła o tej samej nazwie (ujęcie W-11). Nazwa wody pochodzi od znawcy Karpat i ich wód mineralnych, badacza rejonu Wysowej, geologa, profesora AGH Henryka Świdzińskiego. Właścicielem marki jest Uzdrowisko Wysowa S.A..

## Skład mineralny
Najważniejsze składniki występujące w Henryku
| Nazwa           | Wzór chemiczny | Zawartość [mg/l] |
| Aniony          | Aniony         | Aniony           |
| --------------- | -------------- | ---------------- |
| wodorowęglanowy | HCO3-          | 2989,9           |
| chlorkowy       | Cl-            | 585              |
| siarczanowy     | SO42-          | 11,7             |
| jodkowy         | I-             | 0,9              |
| fluorkowy       | F-             | 0,5              |
| Kationy         |                |                  |
| sodowy          | Na+            | 1231             |
| wapniowy        | Ca2+           | 156,7            |
| magnezowy       | Mg2+           | 39               |
| potasowy        | K+             | 33               |

Suma składników stałych wynosi 5225,6 mg/dm3
Woda jest nasycona dwutlenkiem węgla pochodzącym z procesów pomagmowych związanych z wypiętrzaniem Karpat.

## Zastosowanie
Henryk polecany jest w następujących chorobach:
- choroba wrzodowa żołądka
- choroba wrzodowa dwunastnicy
- zaburzenia przemiany materii
- schorzenia dróg żółciowych
- cukrzyca
- nadkwasota
- zaburzenia z niedoboru jodu

Przeciwwskazania:
- choroby tarczycy

## Dostępność
Obecnie Henryk sprzedawany jest bezpośrednio ze źródła w Pijalni Wód Mineralnych w Wysowej-Zdroju oraz w sklepach w następujących opakowaniach:
- butelka 0,33 l
- butelka PET 0,5 l
- karton 5 l